# Fairchild 9440
A Fairchild 9440-es modell egy 16 bites bipoláris mikroprocesszor-család, 1977-ből. A Fairchild Semiconductor terméke, amely a cég saját fejlesztésű Isoplanar Integrated Injection Logic (I3L) elnevezésű technológiájával készült.
Az eszköz reprodukálja a Nova minigép központi egységének működését, bár strukturális felépítése eltér attól. A csip 8 db 16 bites regiszterrel rendelkezik, az adatokat egy 16 bites háromállapotú, kétirányú buszon/sínen keresztül továbbítja. A 9440-nek 50 utasítása van, amelyek 8 különböző címzési módot használnak. A csipnek egyetlen +5 voltos, 350 mA-es tápfeszültségre van szüksége. A 9440 képes saját belső oszcillátoráról is működni, vagy külső órajelforrással.
Disszipációja 1 W. A processzor változó, statikus órajelet alkalmazhat, amelynek maximuma 12 MHz. A processzor mikroprogramozott, a mikroprogramot PLA-val (programozható logikai tömbbel) valósították meg. A működése során 16 szintű prioritásos megszakításkezelést végezhet, a szintek száma 16-nál kevesebb is lehet. A processzor utasításkészlete megegyezik a Data General Nova 1200 miniszámítógép utasításlészletével. Az utasításai négy osztályba sorolhatók, összesen 2192 különböző lehetséges utasítása van. Címtere 32 K 16 bites szó, azaz 64 KiB.
A processzor működéséhez segédcsipek szükségesek, ezek a 9441 memóriavezérlő egység (MCU), 9442 I/O vezérlőegység, és a 9443 Special Function Unit, SFU, amely a szorzási, osztási és veremműveleteket végzi.